# Mendeley
Mendeley — безкоштовне програмне забезпечення для керування бібліографічною інформацією, яке дозволяє зберігати та переглядати дослідницькі праці у форматі PDF. Також це є соціальна мережа для вчених.

## Історія
Проект Mendeley засновано в листопаді 2007 року в Лондоні. Перша публічна бета-версія з’явилася в серпні 2008 року. Наразі команда розробників складається зі здобувачів, дослідників, випускників та розробників вільного програмного забезпечення з різних академічних установ.
Mendeley отримав винагороди European Start-up of the Year 2009 від сайту plugg.eu і Best Social Innovation Which Benefits Society 2009 від сайту TechCrunch.
Компанія Elsevier придбала Mendeley в 2013 році. Ця подія викликала резонанс в наукових колах і ЗМІ: висловлювались сумніви в збереженні компанією відкритої моделі обміну через зацікавленість видавництва Elsevier в обмеженні доступу до публікацій.

## Особливості
- Програма Mendeley Desktop, заснована на Qt, має версії для операційних систем Windows, Mac OS і Linux.
- Mendeley Web працює з усіма поширеними браузерами.
- Автоматичний експорт метаданих з PDF-документів, розташованих на комп’ютері користувача.
- Резервне копіювання та синхронізація цифрової бібліотеки з профілем Mendeley Web та іншими комп’ютерами.
- Переглядач PDF з маркером (для виділення кольором) та повноекранним режимом перегляду.
- Розумна фільтрація, теґи та автоматичне перейменування PDF.
- Імпорт документів та дослідницьких матеріалів з обраних сайтів у бібліотеку Mendeley Web через браузерний букмарклет.
- Створення груп для обміну та колективної роботи.
- Колективна робота з однодумцями-дослідниками та відстежування оновлень їх профілей.
- Статистика переглядів матеріалів і сторінок авторів.
- Статистика бібліотеки користувача.
- Пошук однодумців за дослідницькими інтересами та географічним розташуванням.